# Passage de Vénus

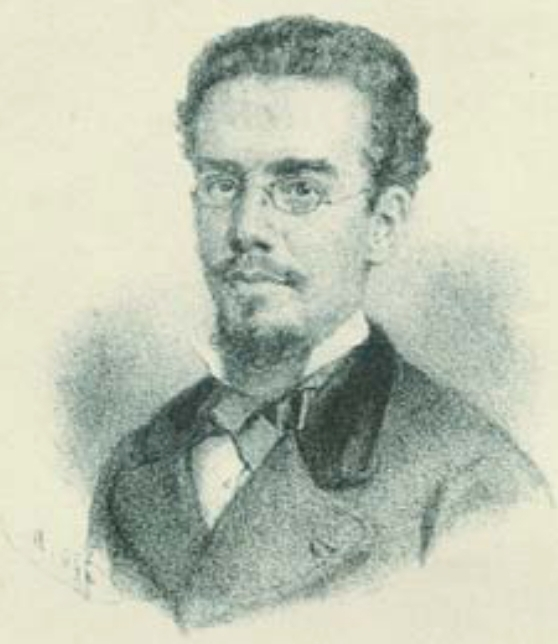
Francisco Antônio de Almeida Júnior (foto de 1879).

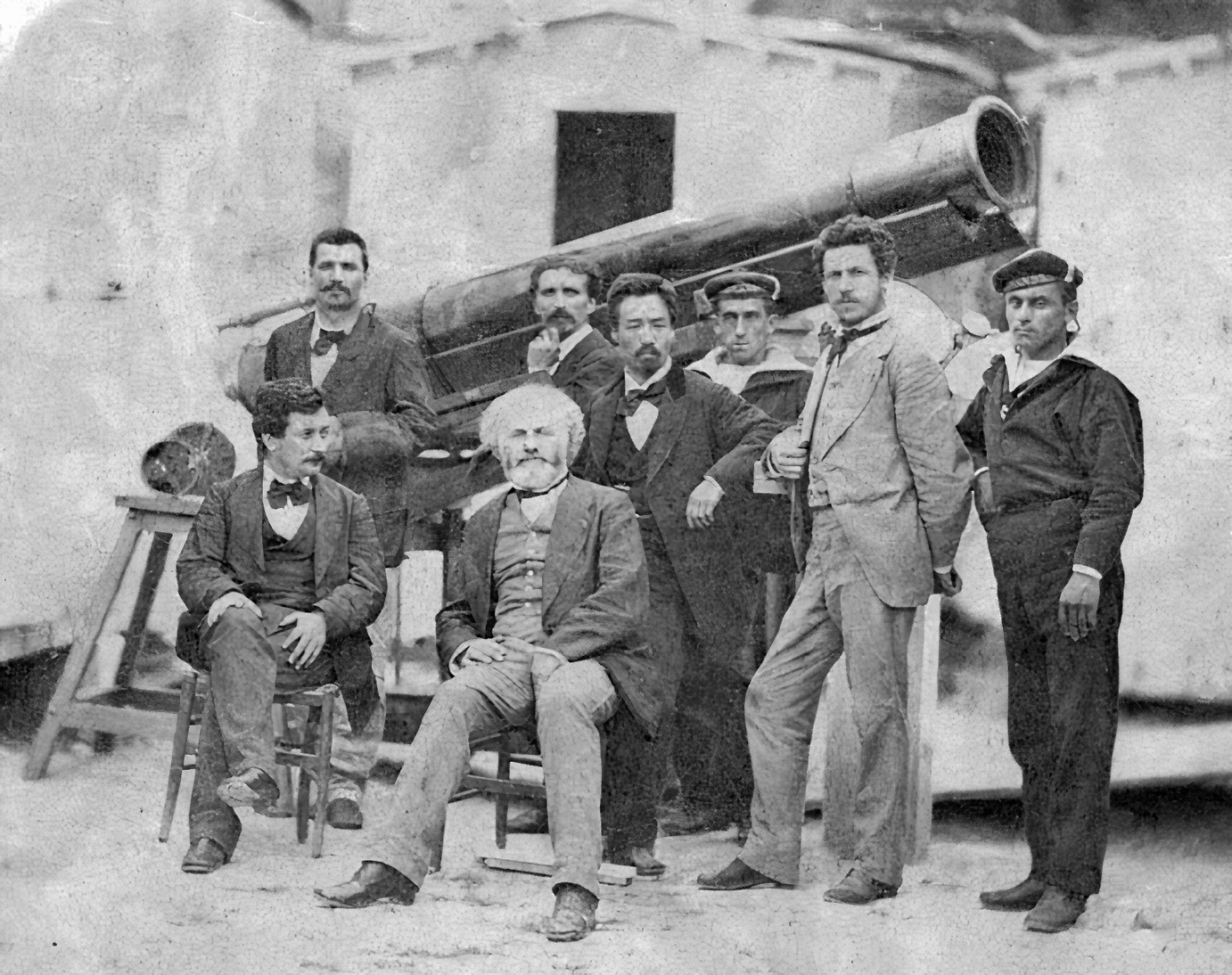
El equipo que registró el tránsito de Venus.

Passage de Vénus es una serie de fotografías del tránsito del planeta Venus por delante del Sol en 1874. Supuestamente fueron tomadas en Japón por el astrónomo francés Jules Janssen y el ingeniero brasileño Francisco Antônio de Almeida Júnior usando el «revólver fotográfico» de Janssen.
Es la película más antigua en IMDb y en Letterboxd.
En un estudio del 2005 del material sobreviviente, se llegó a la conclusión de que todas las placas existentes hechas con el revólver fotográfico son placas de práctica tomadas con un modelo y que ninguna de las muchas placas expuestas con éxito durante el eclipse parece haber sobrevivido.

## Asunto de las fotos - Tránsito de Venus en 1874
El tránsito de Venus de 1874, que tuvo lugar el 9 de diciembre de 1874 (01:49 a 06:26 UTC), fue el primero del par de tránsitos de Venus que tuvieron lugar en el siglo XIX, siendo el segundo tránsito que ocurrió ocho años después, en 1882. El par de tránsitos anterior había tenido lugar en 1761 y 1769, y el siguiente par no tendría lugar hasta 2004 y 2012. Al igual que con tránsitos anteriores, el tránsito de 1874 brindaría una oportunidad para mejorar las mediciones y observaciones. Se planificaron y enviaron numerosas expediciones para observar el tránsito desde lugares de todo el mundo, y varios países crearon comités oficiales para organizar la planificación.

## Filmando el tránsito
Debido a la popularidad del evento, se aventuraron numerosas expediciones a más de 80 lugares, y muchas expediciones consideraron la mejor manera de registrar el evento.
Al inventor francés Janssen se le ocurrió la idea de un «revolver fotográfico». Se trataba de una cámara de gran tamaño basada en el mecanismo de la cruz de Malta, lo que supone un hito importante en el desarrollo de las cámaras utilizadas para filmar películas. El revólver podía realizar varias decenas de disparos a intervalos regulados sobre un disco de daguerrotipo.